# Sofia Larsson
Sofia Larsson (22 luglio 1988) è una discobola svedese.

## Palmarès
| Anno | Manifestazione   | Sede       | Evento           | Risultato | Prestazione | Note                                     |
| ---- | ---------------- | ---------- | ---------------- | --------- | ----------- | ---------------------------------------- |
| 2009 | Europei under 23 | Kaunas     | Lancio del disco | 4ª        | 53,74 m     |                                          |
| 2009 | Mondiali         | Berlino    | Lancio del disco | 32ª (q)   | 54,28 m     |                                          |
| 2010 | Europei          | Barcellona | Lancio del disco | 17ª       | 54,50 m     |                                          |
| 2014 | Europei          | Zurigo     | Lancio del disco | 11ª       | 51,81 m     |                                          |
| 2016 | Europei          | Amsterdam  | Lancio del disco | 16ª (q)   | 56,02 m     | Miglior prestazione personale stagionale |

## Campionati nazionali
- 2 volte campionessa nazionale nel lancio del disco (2013/2014)